# シソンヌ (お笑いコンビ)
シソンヌは、吉本興業（東京吉本）所属のお笑いコンビ。2006年結成。キングオブコント2014王者。

## メンバー
じろう（1978年7月14日 - ）（47歳）
ボケ（コントによってはツッコミ）・ネタ作り担当、立ち位置は向かって左。

長谷川 忍（はせがわ しのぶ、1978年8月6日 - ）（46歳）
ツッコミ（コントによってはボケ）担当、立ち位置は向かって右。

## 経歴
2人ともNSC東京校11期出身（2005年入学）。
長谷川は一度NSCを通さず吉本に所属していたが、その頃のアルバイト先だったショーパブにおいて同僚の相方が舞台の直前でいなくなってしまい、新たな相方を探すため心機一転してNSCへ入った。じろうは4年ほどコント劇団に所属していたが、限界を感じてNSCに入る。当時は共に26歳の時であった。同じバイク通学がきっかけで知り合い、養成所の中で2人が年長だったことから意気投合した。
2006年にコンビ結成。コンビ名の由来はバレエの技名のシソンヌ。フランス語のコンビ名が他にないという理由で、バレエ用語辞典をめくった中から決めた。長谷川はアラベスクという候補も出したが、じろうがバレエ用語辞典のシソンヌ（バレエでは、両足で跳んで片足で着地する動きの意）を見つめたまま動かなくなったためシソンヌに決定された。
2012年12月28日に開催された『ing！to 2013 〜iNFINITY nEXT gENERATION』の結果により、2013年3月から1年間、ヨシモト∞ホールにて採用されるシステム「彩〜いろどり〜East」のTOP3に決定した。
2014年、キングオブコントにて初の決勝進出。ファーストステージは第1試合に登場し、巨匠を54-47で退けファイナルステージに進出。ファイナルステージは第4試合に登場し、3試合連続で暫定王者を守り続けてきた同期のチョコレートプラネットを74-27で破り逆転優勝を成し遂げた。爆発的なブレイクこそなかったが、単独ライブの規模が拡大し、ライブがきっかけでバラエティ番組やテレビドラマに呼ばれるようになる。じろうは『LIFE!〜人生に捧げるコント〜』（NHK総合）に不定期で参加、series-6からレギュラーメンバーとなった。
2015年、初の冠レギュラー番組となった『ぶちぶちシソンヌ』（広島ホームテレビ）がスタート。番組は5年後の2020年3月17日に終了した。
2018年、ドラマ『今日から俺は!!』（日本テレビ）にてコンビ揃って教師役で出演した。
2022年7月、プロ麻雀リーグMリーグ2022-23・KADOKAWAサクラナイツのスポンサーの一つとなることが発表された。これに伴い同チームのユニフォーム右袖にシソンヌのロゴが入っている。

## 芸風
- 吉本の中では異色の職人肌コント師[2]。おぎやはぎのコントから大きな影響を受けている。ネタではシティボーイズのような知的なものも出していきたいと語るが、実際は日常的な場面を膨らませたり、くだらないシチュエーションを好んで題材に選ぶことが多い[10]。長年定食屋で働いていた影響でじろうはおじさんを演じる時、独特な動きをする[10]。それに対して長谷川は至って普通の人を演じることが多い[11]。
- じろうがネタ作りを担当し、こだわりがあるので長谷川は「演技指導されている」と言うことがしばしばある。
- キングオブコント優勝後はコンテスト向けのネタから解放され、自由に出来るようになったという。そしてコントで小学校行事に呼ばれるような「コントの日常化」が野望とのこと（2019年時点）[12]。
- じろうはコントで女装することが多く、キングオブコントの2本目でも披露している。また、川嶋佳子（『甘いお酒でうがい』の著者である熟女キャラクター）は、NSC時代のネタ見せから存在していた人物である。女性目線のネタには自信があるという[13]。
- ファン層は20代から60代、女性やサラリーマンらしきスーツ姿の男性、夫婦など様々である（2017年時点）[14]。
- NSCの同期であるチョコレートプラネットと合同イベント「チョコンヌ」「シソネット」を不定期で行っている。キングオブコント2021においては同年から芸人の即席ユニットが出場可能になった事を受け[15]、「チョコンヌ」として参戦し準決勝進出を果たした[16]。また、ユニットコントライブ「チョコンヌ＋アキナ〜横綱スリー」をチョコレートプラネット、アキナらと共に不定期開催している。
- ブレイクに対する「がっつき」とは無縁で、「売れたい気持ちがないわけではないんですけど、ずっと売れ方が選べるなら選びたいという気持ちではいます。自分たちがやってることの延長線上で売れればいいなと」と語っている[2]。また、お笑い第七世代と呼ばれる若手芸人の台頭もさほど危機感はないという[11]。
- バラエティ番組『有吉の壁』（日本テレビ）は特番第4回からレギュラーとして出演。既にキングオブコント王者だったが、オーディションを経ての出演だった[17]。コント同様キャラを演じることが多く、2019年10月2日放送『有吉の壁』の企画「流行語大賞の壁を越えろ! ブレイク芸人選手権」では、チョコレートプラネットの「TT兄弟」に続くキャラクター芸人として「こうへいくんとゴンちゃん」を生み出した。じろう扮する異様に声の大きい少年こうへいくんと、長谷川扮するゴリラのゴンちゃんの共同生活を描いたネタで2020年4月6日放送の「有吉ゼミ×有吉の壁コラボSP」で初めて他番組に進出[18]。YouTubeの「有吉の壁【公式】壁チャンネル」には「こうへいくんとゴンちゃんのモーニングルーティーン」が毎週放送後にアップロードされていた[19]。
- NSC入学当初は共に26歳の時で遅かったため、ライスやインポッシブルなど年下の先輩が多い。

## 賞レースでの戦績

### キングオブコント
- 2008年 - 2回戦進出
- 2009年 - 準決勝進出
- 2010年 - 3回戦進出
- 2013年 - 準決勝進出
- 2014年 - 優勝
- 2021年 - 準決勝進出 (チョコンヌとして出場)

### その他
- 2012年 - ブスユニバース2012 〜女装ブスナンバー1決定戦〜 優勝（長谷川）
- 2013年 - 第34回 ABCお笑いグランプリ 決勝4位
- 2014年 - 第35回 ABCお笑いグランプリ 決勝8位

## 出演

### テレビバラエティ

#### レギュラー番組
現在
- 有吉の壁（日本テレビ） - 特番第4回から現在のレギュラー版まで
- キミは=LOVEを愛せるか!!!（2021年4月24日 - 、フジテレビTWO） - MC
- LIFE!〜人生に捧げるコント〜（NHK総合） - 不定期出演
- ネタパレ（フジテレビ） - 不定期出演

過去
- おはスタ 第1部（2010年10月 - 2012年3月・2013年4月 - 2014年4月、テレビ東京）
- ぶちぶちシソンヌ（2015年4月21日 - 2020年3月18日、広島ホームテレビ） - コンビ初の冠番組
- ザ・ベストワン（TBS）- 不定期出演

#### 特別番組
MCもしくはメインキャスト
- キミは=LOVEを愛せるか！（後に改題しレギュラー化、2020年9月13日・10月17日・11月21日・12月19日、フジテレビTWO） - MC
- シソンヌの瀬戸内海グルメ観光課（2020年11月21日、テレビ朝日系列中四国ブロック特番：瀬戸内海放送（KSB）・山口朝日放送（yab）・愛媛朝日テレビ（eat）・広島ホームテレビ（HOME）） - MC
- 疾走!エイトマイル（2021年3月28日・8月15日、日本テレビ）
- 偉人の子孫を徹底リサーチ ハヤシソン!（2022年1月8日・8月2日、テレビ朝日）
- ミスから始まるミステリー（2022年4月23日、朝日放送テレビ）- MC
- 藤井 風テレビ with シソンヌ・ヒコロヒー（2022年4月23日・30日、テレビ朝日）
- シソンヌのメガネトラック（2023年6月24日、テレビ東京）
- 旅の思い出なんだっけ?（2023年7月13日・11月2日、テレビ東京）- MC
- アイタイシソンヌ〜シソンヌと相対する女優〜（2024年12月27日、日本テレビ）- MC

### ドラマ
- 新解釈・日本史（2014年4月27日 - 6月22日、毎日放送）
- るみちゃんの事象 （2015年7月27日 - 9月14日、毎日放送） - アルバイトの面接官 役（長谷川）、天才プロポーザー紅 役（じろう）
- 新★乾杯戦士アフターV（2015年10月 - 12月、東名阪ネット6・5いっしょ3ちゃんねる共同制作） - 悪の組織の戦闘員 役（じろう）、井上くん（居酒屋店員） 役（長谷川）
- ニーチェ先生〜コンビニに、さとり世代の新人が舞い降りた〜 （2016年1月14日 - 、Hulu/ 2016年1月20日 - 、読売テレビ/ 2016年1月23日 - 、日本テレビ） - 渡利（宝くじ先輩） 役（じろう）、闇雲商事の社長 役（長谷川（友情出演））
- 宇宙の仕事（2016年9月8日 - 、Amazonプライム・ビデオ） - ゴールド星人 役
- 砂の塔〜知りすぎた隣人 スピンオフ「コンシェルジュと困った住人たち」#1 - #6（2016年10月6日 - 13日、TBS） - 島袋一郎（タワーマンションのコンシェルジュ） 役（じろう）、岡部正行（タワーマンション13階の住人で尚美の夫） 役（長谷川）
- カンナさーん!（2017年7月18日 - 9月19日、TBS） - 片桐裕太 役（じろう）、第5話/婚活パーティーのビンゴ大会司会 役（長谷川）
- 大河ドラマ 西郷どん（2018年3月11日、NHK総合） - 町人 役
- 今日から俺は!!（2018年10月14日 - 12月16日、日本テレビ） - 坂本先生 役（じろう）、反町先生 役（長谷川）
  - 金曜ロードSHOW!「映画公開記念!!今日から俺は!!スペシャル」（2020年7月17日
- 親バカ青春白書 第2話（2020年8月9日、日本テレビ） - 霊媒師 役（じろう）、医師 役（長谷川）
- 連続テレビ小説 虎に翼 第8回 - 第10回（2024年4月10日 - 12日、NHK総合） - 峰子側の弁護士 役（じろう）、東田側の弁護士 役（長谷川）[30]

### 配信ドラマ
- 寝ないの?小山内三兄弟
  - スピンオフドラマ「働かないの?唯一兄ちゃん」（2019年4月27日 - 、テレビバ（日本テレビ）[31]・YouTube[32]） - 課長・大橋克巳 役（長谷川）
  - 寝ないの?小山内三兄弟 シーズン2（2019年6月8日 - 、テレビバ（日本テレビ）[31]・YouTube[32]） - 小山内三兄弟のおじ 役（じろう）
  - 寝ないの?小山内三兄弟 シーズン3（2019年10月15日 - 12月25日、テレビバ（日本テレビ）[31]・YouTube[32]） - 小山内三兄弟のおじ 役（じろう）

### ラジオ
過去のレギュラー番組
- おしゃべりやってま〜す・B!（2013年8月-2016年3月、K'z Station）
- みー（2017年4月7日 - 2018年3月30日、bayfm）
- シソンヌの“ばばあの罠”（2018年10月7日 - 2023年3月24日、RKBラジオ）

その他の出演
- シソンヌのオールナイトニッポンR（2014年11月9日、ニッポン放送）

### 映画
- 仮面ライダー×仮面ライダー ゴースト&ドライブ 超MOVIE大戦ジェネシス - ラファエロ眼魔 役（じろう）、ミケランジェロ眼魔 役（長谷川）[34]
- 田沼旅館の奇跡（2015年） - 松平仁 役（長谷川）、小倉五郎 役（じろう）
- ファーストアルバム（2016年） - テレビ局ディレクター 藤井役（じろう）、テレビ局プロデューサー 矢川役（長谷川） ※第8回沖縄国際映画祭 出品作品[35]
- 今日から俺は!!劇場版（2020年） - 坂本先生 役（じろう）、反町先生 役（長谷川）
- 有吉の壁 カベデミー賞 THE MOVIE「万引き裸族」（2022年6月11日、ライブビューイングジャパン）[36]

### 吹き替え
- リロ&スティッチ（2025年6月6日、ウォルト・ディズニー・ジャパン） - ジャンバ・ジュキーバ博士 役（長谷川）[37]、役名不明（じろう）[38]

### CM
- ユニバーサルホーム「不意打ち」篇（2021年4月29日 - ）[39]
- マクドナルド「スパイシーチキンマックナゲット 1年ぶりに燃えてきた」篇（2021年6月15日 - ）[40]
- スカパー!「BSCS見たら思い出して」篇（2021年12月17日 - ）[要出典]
- Indeed[41]
  - 「レストラン」編（2021年12月18日 - ）[42]
  - 「家電量販店」編（2021年12月27日 - ）[42]
  - 「社長室」編（2022年1月5日 - ）[42]
- BASE「キレながら褒めるシソンヌとベイスさん 激安プラン登場」篇（2022年6月1日 - ）香取慎吾、髙橋ひかると共演[43]
- サッポロビール「サッポロ クラフトスパイスソーダ」（2023年9月12日 - ）[44]
- 日本郵政「ご近所散歩中・進化する郵便」篇、「ご近所散歩中・進化する銀行」篇、「ご近所散歩中・進化する保険」篇 （2023年10月3日 - ）じろうのみ ファーストサマーウイカ、囲碁将棋と共演[45]
- ワールドインテック（2024年1月9日 - ）[46]
- 日本ハム「中華名菜」（2025年2月27日 - ）[47]

### 舞台
- 「男子はだまってなさいよ!9 -聖バカコント-」（2013年6月6日 - 6月16日）
- 「赤塚不二夫生誕80周年＋男子はだまってなさいよ!10『男子! レッツラゴン』」（2015年7月30日 - 8月9日）
- 「23階の笑い」（2016年12月、紀伊國屋サザンシアター TAKASHIMAYA）[48]
- 家城啓之 × 小川菜摘姉妹シリーズ第三弾「おねだり」（2017年10月5 - 6日、大阪・梅田HEP HALL） - 長谷川[49]
- 「スマートモテリーマン講座」（2017年11月2日 - 12月30日） - [50]
- 水谷千重子50周年記念公演「とんち尼将軍 一休ねえさん」（2019年2月22日 - 3月4日、明治座）
- 「モンティ・パイソンのSPAMALOT」（2021年1月18日 - 2月28日、東京建物 Brillia HALLほか） - じろう（マルチ〈歴史学者、ハーバード王子〉）、長谷川（ベディヴィア）
- 「よしもと新喜劇 〔背筋も凍る冬合宿……〕小籔千豊座長」（2020年1月21日 - 1月27日） - じろう（カップル客の女、圭子）、長谷川（カップル客の男）[51]※公演中盤、インフルエンザに罹りじろうは休むこともあった[52]。

### 神保町花月
- ジパングエクスプレス（2009年11月18日 - 11月23日）
- BIRD THE HATと見えないピンク（2010年4月6日 - 4月10日）
- ハノイの塔（2010年6月1日、6月3日）
- Deeeeeeeeeep!（前編）（2011年1月24日 - 30日）
- Deeeeeeeeeep!（後編）（2011年2月23日 - 27日）
- パーフェクト・ライフ #2 運命という名の残酷（2011年5月17日 - 22日）
- パーフェクト・ライフ #3 宿命という名の結末（2011年6月14日 - 19日）
- 4〜four〜（2011年7月6日 - 12日）
- キミハ・シラナイ（2011年9月13日 - 18日）※主演
- flower（2012年4月3日 - 9日）
- トラブルストーリー（2012年5月29日 - 6月3日）
- 六連星〜大門の記録〜（2012年6月26日 - 30日）
- サムシング・ワァオ!（2012年8月21日 - 26日）※主演
- マイ・ソウル・パートナー（2012年10月16日 - 21日）
- メリークリスマス“4”ユー! 〜four again〜（2012年12月21日 - 25日）

### MV
- YONA YONA WEEKENDERS「終電で帰ります」（2021年10月6日）

## 単独ライブ
| 日時      | 名前                               | 劇場、ホール         |
| --------- | ---------------------------------- | -------------------- |
| 9月24日 - | 両足で踏み切って跳び片足で降りるパ | 新宿シアターブラッツ |

| 日時      | 名前                                                 | 劇場、ホール           |
| --------- | ---------------------------------------------------- | ---------------------- |
| 2月18日 - | シャッセ 〜片足が他の足を追いかけるパ〜              | 新宿シアターモリエール |
| 7月29日 - | ジュテ 〜片足で踏み切って跳び他の足で下りるパ〜      | 新宿シアターモリエール |
| 11月3日 - | 大阪シソンヌ〜両足で踏み切って跳び、片足で降りるパ〜 | 5upよしもと            |

| 日時     | 名前                                     | 劇場、ホール      |
| -------- | ---------------------------------------- | ----------------- |
| 5月3日 - | パ・ド・ドゥ〜pas de deux〜2人の踊りの意 | ルミネtheよしもと |

### シソンヌライブ
シソンヌライブは、DVD化しているシリーズのライブで、照明・音響・映像・衣裳や大道具・小道具にも拘った公演時間90分のコントライブである。
| 日時                | 名前                    | 劇場、ホール    |
| ------------------- | ----------------------- | --------------- |
| 12月26日 - 12月29日 | シソンヌライブ〔une〕01 | 赤坂RED/THEATER |

| 日時              | 名前                     | 劇場、ホール     |
| ----------------- | ------------------------ | ---------------- |
| 8月13日 - 8月17日 | シソンヌライブ〔deux〕02 | 中野ザ・ポケット |

| 日時                | 名前                                  | 劇場、ホール       |
| ------------------- | ------------------------------------- | ------------------ |
| 1月28日 - 2月1日    | シソンヌライブ〔trois〕03             | 赤坂RED/THEATER    |
| 5月29日 - 6月7日    | シソンヌライブ〔quatre〕04            | 恵比寿・エコー劇場 |
| 6月9日 - 6月10日    | シソンヌライブ〔quatre〕04            | 石川県教育会館     |
| 12月23日 - 12月26日 | シソンヌライブ〔une〕01 リメイク公演  | 赤坂RED/THEATER    |
| 12月28日 - 12月30日 | シソンヌライブ〔deux〕02 リメイク公演 | 赤坂RED/THEATER    |

| 日時              | 名前                     | 劇場、ホール       |
| ----------------- | ------------------------ | ------------------ |
| 7月14日 - 7月18日 | シソンヌライブ〔cinq〕05 | 本多劇場           |
| 7月23日 - 7月24日 | シソンヌライブ〔cinq〕05 | 石川県教育会館     |
| 7月30日 - 7月31日 | シソンヌライブ〔cinq〕05 | 大阪テイジンホール |

| 日時            | 名前                            | 劇場、ホール       |
| --------------- | ------------------------------- | ------------------ |
| 4月5日 - 4月9日 | シソンヌライブ〔six〕06         | 本多劇場           |
| 7月24日         | シソンヌベストネタライブ in NGK | なんばグランド花月 |

| 日時             | 名前                     | 劇場、ホール    |
| ---------------- | ------------------------ | --------------- |
| 8月1日 - 8月26日 | シソンヌライブ〔sept〕07 | 赤坂RED/THEATER |

| 日時              | 名前                     | 劇場、ホール                   |
| ----------------- | ------------------------ | ------------------------------ |
| 6月27日 - 7月7日  | シソンヌライブ〔huit〕08 | 本多劇場                       |
| 7月13日 - 7月15日 | シソンヌライブ〔huit〕08 | COOL JAPAN PARK OSAKA TTホール |

| 日時                | 名前                     | 劇場、ホール         | 備考                     |
| ------------------- | ------------------------ | -------------------- | ------------------------ |
| 10月21日 - 10月25日 | シソンヌライブ〔neuf〕09 | 本多劇場             |                          |
| 10月24日            | シソンヌライブ〔neuf〕09 | 全国映画館にて生中継 |                          |
| 10月31日            | シソンヌライブ〔neuf〕09 | 本多劇場             | インターネット配信を実施 |

| 日時            | 名前                    | 劇場、ホール | 備考                           |
| --------------- | ----------------------- | ------------ | ------------------------------ |
| 7月7日 - 8月1日 | シソンヌライブ〔dix〕10 | 本多劇場     | 7月7日、20日、8月1日に配信実施 |

| 日時              | 名前                     | 劇場、ホール | 備考                            |
| ----------------- | ------------------------ | ------------ | ------------------------------- |
| 8月31日 - 9月11日 | シソンヌライブ〔onze〕11 | 本多劇場     | 8月31日、9月4日、11日に配信実施 |

| 日時                | 名前                      | 劇場、ホール | 備考                                    |
| ------------------- | ------------------------- | ------------ | --------------------------------------- |
| 11月30日 - 12月17日 | シソンヌライブ〔douze〕12 | 本多劇場     | 11月30日、12月3日、10日、17日に配信実施 |

| 日時             | 名前                       | 劇場、ホール       | 備考                            |
| ---------------- | -------------------------- | ------------------ | ------------------------------- |
| 8月15日 - 9月1日 | シソンヌライブ〔treize〕13 | 本多劇場           | 8月15日、25日、9月1日に配信実施 |
| 9月5日 - 9月8日  | シソンヌライブ〔treize〕13 | キャナルシティ劇場 | 福岡公演                        |

| 日時              | 名前                         | 劇場、ホール                 | 備考                             |
| ----------------- | ---------------------------- | ---------------------------- | -------------------------------- |
| 7月30日 - 8月17日 | シソンヌライブ〔quatorze〕14 | 本多劇場                     | 7月30日、8月10日、17日に配信実施 |
| 8月22日 - 8月24日 | シソンヌライブ〔quatorze〕14 | 弘前文化会館 大ホール        | 青森公演                         |
| 8月29日 - 8月31日 | シソンヌライブ〔quatorze〕14 | 浜松市福祉交流センターホール | 静岡公演                         |

### シソンヌライブ［モノクロ］
シソンヌライブ［モノクロ］は、全国47都道府県行脚を目標に掲げた公演時間60分、照明は地明かりのみ、衣裳の着替えなし、小道具なしのコントライブ。
| 日時    | 都道府県 | 劇場、ホール                        | 備考  |
| ------- | -------- | ----------------------------------- | ----- |
| 4月2日  | 東京都   | 恵比寿・エコー劇場                  |       |
| 4月29日 | 沖縄県   | よしもと沖縄花月                    |       |
| 5月13日 | 埼玉県   | 大宮RAKUUN よしもと劇場             |       |
| 5月27日 | 宮城県   | 宮城野区文化センター パトナシアター |       |
| 5月28日 | 秋田県   | 秋田市文化会館 小ホール             | 13:00 |
| 5月28日 | 岩手県   | 盛岡劇場 メインホール               | 19:30 |
| 6月4日  | 千葉県   | よしもと幕張イオンモール劇場        |       |
| 6月10日 | 青森県   | SPACE DENEGA STUDIO                 |       |
| 6月11日 | 福島県   | 福島県文化センター 小ホール         | 13:30 |
| 6月11日 | 山形県   | 山形市民会館 小ホール               | 19:30 |

| 日時    | 都道府県 | 劇場、ホール                                   | 備考  |
| ------- | -------- | ---------------------------------------------- | ----- |
| 8月18日 | 熊本県   | 熊本市国際交流会館                             |       |
| 8月19日 | 鹿児島県 | 鹿児島市民文化ホール 市民ホール                | 12:30 |
| 8月19日 | 宮崎県   | メディキット県民文化センター イベントホール    | 19:30 |
| 8月20日 | 大分県   | ビーコンプラザ 中会議室                        | 12:30 |
| 8月20日 | 福岡県   | スカラエスパシオ                               | 19:30 |
| 8月21日 | 佐賀県   | 佐賀県立美術館 美術館ホール                    | 12:30 |
| 8月21日 | 長崎県   | 長崎放送 NBCソシアビル（NBC別館） ビデオホール | 19:30 |

| 日時    | 都道府県 | 劇場、ホール                 |
| ------- | -------- | ---------------------------- |
| 2月11日 | 愛知県   | JAMMIN'（ジャミン）          |
| 2月19日 | 広島県   | よしもと紙屋町劇場           |
| 2月25日 | 北海道   | 演劇専用小劇場BLOCH          |
| 3月4日  | 静岡県   | 沼津RAKUUN よしもと劇場      |
| 3月18日 | 福岡県   | レソラNTT夢天神ホール        |
| 5月27日 | 千葉県   | よしもと幕張イオンモール劇場 |
| 8月26日 | 東京都   | 神保町花月                   |
| 9月2日  | 京都府   | よしもと祇園花月             |

| 日時    | 都道府県 | 劇場、ホール                                              | 備考                                       |
| ------- | -------- | --------------------------------------------------------- | ------------------------------------------ |
| 3月1日  | 東京都   | イマジンスタジオ                                          | 共催：ニッポン放送                         |
| 3月2日  | 東京都   | イマジンスタジオ                                          | 共催：ニッポン放送 2回公演（17:00、19:30） |
| 3月9日  | 岡山県   | さん太ホール                                              |                                            |
| 3月10日 | 兵庫県   | 神戸ラピスホール                                          | 2回公演（15:30、18:30）                    |
| 3月18日 | 山梨県   | 都の杜うぐいすホール                                      |                                            |
| 3月25日 | 北海道   | BFHホール                                                 | 2回公演（15:30、18:30）                    |
| 3月31日 | 長崎県   | 長崎放送 NBCソシアビル（NBC別館） ビデオホール            |                                            |
| 4月1日  | 熊本県   | 同仁堂ホール スタジオライフ                               | 2回公演（15:30、18:30）                    |
| 4月7日  | 広島県   | 広島YMCA国際文化ホール                                    | with ぶちぶちシソンヌ                      |
| 4月15日 | 福井県   | 福井まちなか文化施設 響のホール                           | 2回公演（15:30、19:00）                    |
| 4月21日 | 茨城県   | 常陽藝文センター                                          |                                            |
| 5月3日  | 愛知県   | 今池ガスホール                                            |                                            |
| 5月11日 | 福島県   | いわき芸術文化交流館アリオス 小劇場                       |                                            |
| 5月12日 | 青森県   | 弘前市民文化交流館ホール                                  |                                            |
| 5月19日 | 千葉県   | よしもと幕張イオンモール劇場                              |                                            |
| 5月25日 | 鹿児島県 | CAPARVO HALL                                              |                                            |
| 6月1日  | 宮城県   | 仙台市福祉プラザ ふれあいホール                           |                                            |
| 6月2日  | 秋田県   | 秋田市にぎわい交流館AU 多目的ホール                       |                                            |
| 6月9日  | 石川県   | 石川県こまつ芸術劇場うらら 小ホール                       | 2回公演（15:30、19:00）                    |
| 6月15日 | 新潟県   | 新潟県民会館 小ホール                                     |                                            |
| 6月17日 | 神奈川県 | 横浜にぎわい座 のげシャーレ 小ホール                      | 2回公演（15:30、18:30）                    |
| 6月22日 | 長野県   | 上田映劇                                                  |                                            |
| 6月24日 | 和歌山県 | 和歌山県立図書館文化情報センター メディア・アート・ホール |                                            |
| 6月30日 | 山口県   | 下関市民会館 中ホール                                     |                                            |

| 日時     | 都道府県 | 劇場、ホール                                        | 備考                                             |
| -------- | -------- | --------------------------------------------------- | ------------------------------------------------ |
| 9月2日   | 島根県   | LIVE&STUDIO 松江B1                                  | 2回公演（16:00、19:00）                          |
| 9月16日  | 滋賀県   | 大津市民会館 小ホール                               |                                                  |
| 9月17日  | 三重県   | NTNシティホール（桑名市民会館）小ホール             |                                                  |
| 9月21日  | 埼玉県   | さいたま市文化センター 小ホール                     |                                                  |
| 9月23日  | 岩手県   | 盛岡劇場 タウンホール                               | 2回公演（16:00、19:00）                          |
| 9月28日  | 富山県   | 北日本新聞 ホール・ギャラリー ホール                |                                                  |
| 9月29日  | 群馬県   | 煥乎堂 ホール                                       | 2回公演（16:00、19:00）                          |
| 10月5日  | 香川県   | 高松オリーブホール                                  |                                                  |
| 10月8日  | 愛媛県   | 松山サロンキティ&キティホール ホール                | 2回公演（16:00、19:00）                          |
| 10月12日 | 福岡県   | スカラエスパシオ                                    |                                                  |
| 10月19日 | 静岡県   | えんてつホール                                      |                                                  |
| 10月20日 | 栃木県   | 日光街道ニコニコ本陣 多目的ホール                   |                                                  |
| 10月27日 | 大分県   | 西大分TOPS BittsHALL                                |                                                  |
| 10月28日 | 宮崎県   | SR BOX宮崎                                          | 2回公演（16:00、19:00）                          |
| 11月2日  | 大阪府   | 大阪市立こども文化センター                          |                                                  |
| 11月9日  | 奈良県   | 奈良市ならまちセンター                              |                                                  |
| 11月11日 | 京都府   | よしもと祇園花月                                    |                                                  |
| 11月16日 | 佐賀県   | 佐賀市文化交流プラザ交流センター エスプラッツホール |                                                  |
| 11月30日 | 鳥取県   | 米子コンベンションセンター 小ホール                 |                                                  |
| 12月2日  | 沖縄県   | よしもと沖縄花月                                    |                                                  |
| 12月9日  | 岐阜県   | 岐阜club-G（岐阜）                                  | 2回公演（16:00、19:00）                          |
| 12月16日 | 山形県   | 山形市民会館 小ホール                               |                                                  |
| 12月21日 | 高知県   | 高知市文化プラザかるぽーと 小ホール                 |                                                  |
| 12月22日 | 徳島県   | club GRINDHOUSE                                     | 2回公演（16:00、19:00）                          |
| 12月29日 | 東京都   | 東京凱旋・ユーロライブ                              | 協力：渋谷コントセンター 2回公演（14:00、17:00） |

| 日時    | 都道府県 | 劇場、ホール                                              | 備考                    |
| ------- | -------- | --------------------------------------------------------- | ----------------------- |
| 3月3日  | 千葉県   | よしもと幕張イオンモール劇場                              | 2回公演（15:00、18:00） |
| 3月10日 | 兵庫県   | 神戸ラピスホール                                          |                         |
| 3月17日 | 茨城県   | 常陽藝文センター                                          | 2回公演（16:00、19:00） |
| 3月24日 | 東京都   | 浜離宮朝日ホール 小ホール                                 |                         |
| 3月31日 | 福島県   | いわき芸術文化交流館アリオス 小劇場                       |                         |
| 4月6日  | 三重県   | NTNシティホール（桑名市民会館） 小ホール                  |                         |
| 4月7日  | 滋賀県   | 大津市民会館 小ホール                                     |                         |
| 4月13日 | 奈良県   | 奈良市ならまちセンター                                    |                         |
| 4月20日 | 京都府   | よしもと祇園花月                                          |                         |
| 4月27日 | 大阪府   | クレオ大阪東 ホール                                       |                         |
| 4月28日 | 和歌山県 | 和歌山県立図書館文化情報センター メディア・アート・ホール |                         |
| 5月2日  | 埼玉県   | 川越西文化会館（メルト）                                  |                         |
| 5月3日  | 新潟県   | 新潟県民会館 小ホール                                     | 2回公演（16:00、19:00） |
| 5月6日  | 宮城県   | 仙台市戦災復興記念館 記念ホール                           | 2回公演（15:00、18:00） |
| 5月11日 | 山梨県   | 甲府CONVICTION                                            |                         |
| 5月12日 | 静岡県   | えんてつホール                                            | 2回公演（16:00、19:00） |
| 5月18日 | 神奈川県 | 横浜にぎわい座 芸能ホール                                 |                         |
| 5月19日 | 広島県   | ゲバントホール                                            |                         |

| 日時     | 都道府県 | 劇場、ホール                                        | 備考                    |
| -------- | -------- | --------------------------------------------------- | ----------------------- |
| 7月27日  | 群馬県   | ベイシア文化ホール（群馬県民会館） 小ホール         |                         |
| 8月3日   | 岩手県   | プラザおでって おでってホール                       | 2回公演（16:00、19:00） |
| 8月4日   | 秋田県   | 秋田市にぎわい交流館AU 多目的ホール                 |                         |
| 8月9日   | 徳島県   | 徳島市シビックセンター さくらホール                 |                         |
| 8月10日  | 高知県   | 高知市文化プラザかるぽーと 小ホール                 |                         |
| 8月11日  | 香川県   | 高松オリーブホール                                  |                         |
| 8月12日  | 愛媛県   | 松山サロンキティ&キティホール ホール                | 2回公演（13:00、16:00） |
| 8月25日  | 岐阜県   | 岐阜club-G                                          | 2回公演（16:00、19:00） |
| 8月30日  | 大分県   | J:COM ホルトホール大分 小ホール                     |                         |
| 9月8日   | 山口県   | 下関市民会館 中ホール                               |                         |
| 9月16日  | 宮崎県   | メディキット県民文化センター イベントホール         |                         |
| 9月20日  | 富山県   | 北日本新聞 ホール・ギャラリー ホール                |                         |
| 9月21日  | 福井県   | 福井まちなか文化施設 響のホール                     |                         |
| 9月29日  | 青森県   | 弘前市民文化交流館ホール                            | 2回公演（13:00、16:00） |
| 10月11日 | 佐賀県   | 佐賀市文化交流プラザ交流センター エスプラッツホール |                         |
| 10月12日 | 長崎県   | 長崎放送 NBCソシアビル（NBC別館） ビデオホール      |                         |
| 10月14日 | 石川県   | 北國新聞赤羽ホール                                  |                         |
| 10月25日 | 長野県   | まつもと市民芸術館 小ホール                         |                         |
| 10月27日 | 愛知県   | 西文化小劇場                                        | 2回公演（16:00、19:00） |
| 11月2日  | 熊本県   | 熊本B.9 V1                                          | 2回公演（16:00、19:00） |
| 11月3日  | 鹿児島県 | CAPARVO HALL                                        | 2回公演（14:00、17:00） |
| 11月10日 | 沖縄県   | よしもと沖縄花月                                    |                         |
| 11月16日 | 栃木県   | HEAVEN'S ROCK 宇都宮 VJ-2                           | 2回公演（14:00、17:00） |
| 11月22日 | 山形県   | 山形市民会館 小ホール                               |                         |
| 12月1日  | 福岡県   | パピヨン24 ガスホール                               |                         |
| 12月7日  | 北海道   | 札幌市教育文化会館 小ホール                         |                         |
| 12月14日 | 島根県   | 松江 AZTiC canova                                   | 2回公演（14:00、17:00） |
| 12月15日 | 鳥取県   | 米子AZTiC laughs                                    | 2回公演（14:00、17:00） |
| 12月21日 | 岡山県   | さん太ホール                                        |                         |
| 12月26日 | 東京都   | 東京凱旋 有楽町朝日ホール                           | [ 注 2 ]                |

| 日時    | 都道府県 | 劇場、ホール                                              | 備考                    |
| ------- | -------- | --------------------------------------------------------- | ----------------------- |
| 2月2日  | 千葉県   | よしもと幕張イオンモール劇場                              |                         |
| 2月15日 | 茨城県   | 常陽藝文センター                                          |                         |
| 2月21日 | 奈良県   | 奈良市ならまちセンター                                    |                         |
| 2月22日 | 和歌山県 | 和歌山県立図書館文化情報センター メディア・アート・ホール |                         |
| 2月24日 | 東京都   | 浜離宮朝日ホール 小ホール                                 | 2回公演（16:00、19:00） |
| 3月1日  | 福井県   | 福井まちなか文化施設 響のホール                           |                         |

| 日時    | 都道府県 | 劇場、ホール                                | 備考                    |
| ------- | -------- | ------------------------------------------- | ----------------------- |
| 3月7日  | 岐阜県   | 岐阜club-G                                  | 2回公演（13:00、16:00） |
| 3月8日  | 山梨県   | 甲府CONVICTION                              | 2回公演（13:00、16:00） |
| 3月13日 | 三重県   | 三重県総合文化センター 小ホール             |                         |
| 3月14日 | 滋賀県   | 大津市民会館 小ホール                       |                         |
| 3月21日 | 秋田県   | 秋田市にぎわい交流館AU 多目的ホール         |                         |
| 3月22日 | 岩手県   | 盛岡劇場 メインホール                       |                         |
| 4月4日  | 石川県   | 北國新聞赤羽ホール                          |                         |
| 4月10日 | 埼玉県   | プラザイースト ホール                       |                         |
| 4月12日 | 福島県   | いわき芸術文化交流館アリオス 小劇場         |                         |
| 4月18日 | 山口県   | 下関市民会館 中ホール                       |                         |
| 4月19日 | 広島県   | 広島YMCA国際文化ホール                      |                         |
| 4月24日 | 青森県   | 弘前文化センター ホール                     |                         |
| 4月29日 | 群馬県   | ベイシア文化ホール（群馬県民会館） 小ホール |                         |
| 5月2日  | 徳島県   | 徳島市シビックセンター さくらホール         |                         |
| 5月3日  | 高知県   | 高知市文化プラザかるぽーと 小ホール         |                         |
| 5月4日  | 香川県   | 高松オリーブホール                          |                         |
| 5月5日  | 愛媛県   | 松山サロンキティ&キティホール ホール        | 2回公演（13:00、16:00） |
| 5月16日 | 大阪府   | 朝日生命ホール                              | 2回公演（13:00、16:00） |
| 5月17日 | 新潟県   | 新潟県民会館 小ホール                       |                         |
| 5月30日 | 愛知県   | 西文化小劇場                                | 2回公演（16:00、19:00） |
| 5月23日 | 北海道   | サンピアザ劇場                              | 2回公演（13:00、16:00） |
| 6月6日  | 静岡県   | えんてつホール                              |                         |
| 6月12日 | 長野県   | まつもと市民芸術館 小ホール                 |                         |
| 6月14日 | 宮城県   | 仙台市戦災復興記念館 記念ホール             | 2回公演（16:00、19:00） |
| 6月21日 | 山形県   | 山形市民会館 小ホール                       |                         |
| 6月27日 | 兵庫県   | 神戸ポートオアシス ホール                   |                         |
| 6月28日 | 京都府   | よしもと祇園花月                            |                         |

## 作品

### DVD、BD
- シソンヌライブ〔trois〕03（2015年3月31日）[59]
- シソンヌライブ〔quatre〕04（2015年9月2日）[60]
- ぶちぶちシソンヌ（2016年3月23日）
- シソンヌライブ〔une〕01（2016年7月13日）[61]
- シソンヌライブ〔deux〕02（2016年7月13日）[62]
- シソンヌライブ〔cinq〕05（2017年4月5日）[63]
- シソンヌライブ〔six〕06（2018年2月14日）[64]
- シソンヌライブ〔sept〕07（2018年10月31日）[65]
- シソンヌライブ〔huit〕08（2019年10月30日）[66]
- チョコンヌ2020（2020年10月21日）
- シソンヌ結成20周年記念「シソンヌライブBlu-ray BOX」（2026年1月28日〈予定〉）[67]

### 出版
- ZINE「混沌」vol1、vol2[68]（2018年 - ）- 長谷川（コンビの雑誌を編集）